# Mälarsandsten

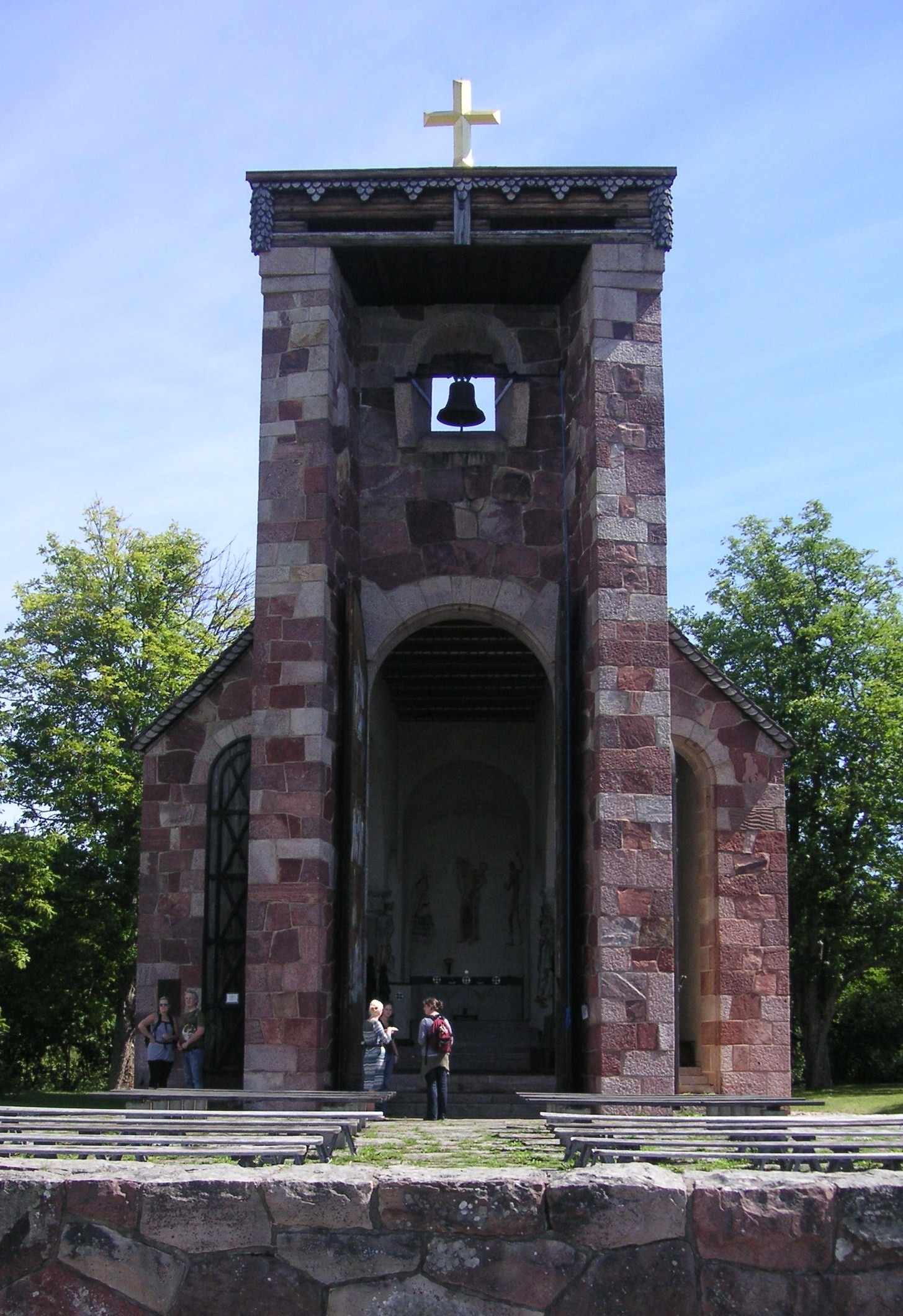
Ansgarskapellet på Björkö är byggt i Mälarsandsten från stenbrottet på Midsommar och visar stenens stora variation i färg och struktur

Mälarsandsten är en typ av sandsten som bildades för 1400 miljoner år sedan.
Det är en röd, arkosaktig sandsten som används som byggnadssten. Bergarten förekommer i Mälaren på Ekerön och på flera små öar och skär i Södra Björkfjärden. 

## Stenbrott
Brytning av rödbrun Mälarsandsten påbörjades på 1890-talet på ön Midsommar i Södra Björkfjärden och upphörde senast 1929. Sandstenen av denna kulör användes till exempel i bottenvåningen på Centralposthuset vid Vasagatan i Stockholm från 1898–1899. En annan byggnad är Ansgarskapellet på Björkö. Det uppfördes 1929-1930, då brytningen visserligen hade upphört, men fortfarande fanns det då en mängd sten kvar att använda. Till följd av sandstensbrytningen har Midsommar en djup lagun som också är en skyddad hamn.

## Meteorithypotesen
Enligt en hypotes skulle en meteorit ha slagit ner i området för ca 1,2 miljarder år sedan. Resultatet blev vad Henkel kallar Björköstrukturen med centrum på södra Björkö. Detta skulle ha givit en krater med en diameter på tio kilometer, där  sandsten avlagrats. 
Senare studier antyder att sandstenen istället för ett meteoritnedslag skulle ha bevarats genom förkastningsrörelser.

## Energiutvinning
Åren 2000–2004 gjordes borrningar, finansierade av Kungliga Tekniska högskolan och Statens Energimyndighet på Midsommar och på Björkö för att undersöka möjligheterna av att få ut jordvärme från den av meteoriten krossade, vattengenomsläppande berggrunden under det bortåt en kilometer djupa sandstenslagret.